# Conrad Meyer (personnalité politique)
Pour les articles homonymes, voir Conrad Meyer et Meyer.
Conrad Meyer, né à Schaffhouse et mort le 4 février 1554 dans la même ville, est une personnalité politique et juridique suisse. 

## Biographie
Membre de la famille Meyer, c'est un protestant de la ville de Schaffhouse. Son nom est mentionné pour la première fois en 1517 en tant qu'assesseur au tribunal criminel. En 1519 il est prévôt de la corporation des boulangers et membre du Petit Conseil (exécutif de la ville). Puis de 1526 à 1551 il fut administrateur de l'Abbaye de Schaffhouse.
Lorsque la Réforme protestante fut introduite à Schaffhouse, Conrad participa à de nombreuses commissions spéciales. À partir de 1530, il devint membre permanent du nouveau Conseil Secret. Il fut plusieurs fois trésorier dès 1532, administrateur des aumônes à partir de 1534.
Enfin, il fut élu bourgmestre de Schaffhouse à la suite des troubles survenus dans la ville en 1546 et le resta jusqu'en 1552. Son fils Johann Conrad Meyer occupera la même charge quelques années plus tard.

## Source
- Oliver Landolt, « Meyer, Conrad » dans le Dictionnaire historique de la Suisse en ligne, version du 21 février 2008.